# Tińky
Tińky (ukr. Тіньки) – wieś na Ukrainie, w obwodzie czerkaskim, w rejonie czerkaskim, w hromadzie Czyhyryn. W 2001 liczyła 2400 mieszkańców, wśród których 2334 wskazało jako ojczysty język ukraiński, 48 rosyjski, 2 mołdawski, 1 bułgarski, 2 białoruski, 12 ormiański, a 1 inny.